# バーナデット・テレス・ノーラン
バーニー・ノーラン (Bernie Nolan 、本名 : バーナデット・テレス・ノーラン(Bernadette Therese Nolan)、1960年10月17日 - 2013年7月4日) は、イングランドのアイルランド系歌手、女優、タレント。姉妹グループノーランズのリードボーカル。2男6女の兄弟の7番目で、同じノーランズのメンバーとして姉にアン、デニース、モリーン、リンダ、妹にコリーンがいる。 アイルランド共和国の首都ダブリンで生まれたが、2歳の頃にイングランドのランカシャー州ブラックプールへ移った。

## 略歴
1974年、「ノーラン・シスターズ(The Nolan Sisters)」のメンバーとして『But I do』でデビュー。
1995年、女優への転身を理由に、グループを脱退した。
テレビでは、 チャンネル4 の昼ドラ 「ブルークサイド」(2000-02)や、ITVの刑事ドラマ 「ザ・ビル」(2000-05)に出演。 
ミュージカルでは、「ブラッド・ブラザーズ 」(1998-2000) のMrs.ジョンストン役、「フラッシュダンス」(2008–09)のハンナ・オーウェンズ役、「シカゴ」(2012)のママ・モートンなど、数々の舞台に立ち続けた。
2010年4月23日、自身が乳癌と診断されたことを発表。
2012年、翌年春に向けてコンサートツアーを告知したが、バーニーの乳癌再発により延期になった。
2013年7月4日、乳癌のため永眠。